# Тиро (пьеса)
«Тиро» (др.-греч. Τυρώ) — название двух трагедий древнегреческого драматурга V века до н. э. Софокла, текст которых практически полностью утрачен.
Центральный персонаж пьес — Тиро, дочь элидского героя Салмонея и возлюбленная морского бога Посейдона, мать Пелия и Нелея. Она была вынуждена бросить сыновей, но спустя много лет те нашли мать и спасли её от преследований Сидеро — либо мачехи Тиро, либо второй жены её мужа Крефея. Из-за того, что от пьес остались только незначительные отрывки, детали сюжета остаются неясными. Известно, что в одной трагедии была сцена встречи Тиро с сыновьями.
Одну из этих пьес пародирует Аристофан в «Лисистрате», так что она была написана до 414 года до н. э. Её же упоминает Аристотель в своей «Поэтике». Существует гипотеза о том, что пьесы Софокла о Тиро повлияли на трагедии Еврипида «Мудрая Меланиппа», «Гипсипила» и «Антиопа» со схожими сюжетными мотивами. Схожа с историей Тиро и римская легенда о Ромуле и Реме.